# Paradontophora diegoensis
Paradontophora diegoensis är en rundmaskart som beskrevs av Allgen 1951. Paradontophora diegoensis ingår i släktet Paradontophora och familjen Axonolaimidae. Inga underarter finns listade i Catalogue of Life.